# Кевін Енкідо Якоб
Кевін Енкідо Якоб (швед. Kevin Enkido Yakob, нар. 10 жовтня 2000, Гетеборг, Швеція) — шведський футболіст ассирійського походження, півзахисник данського клубу «Орхус».

## Ігрова кар'єра

### Клубна
Кевін Якоб на родився у місті Гетеборг і грати у футбол починав у клубі «Ассіріска БК», який був утворений ассирійськими мігрантами. Згодом Якоб перейшов до молодіжного складу «Гетеборга». Але закінчував навчання у футбольній школі Якоб вже у складі іншого клубу з Гетеборга — «Геккен».
Саме у складі «чорно-жовтих» Якоб і дебютував на дорослому рівні. У травні 2018 року Якоб підписав з «Геккеном» контракт, який діє до 2022 року. 27 жовтня того ж року Якоб провів свій перший матч у основному складі, вийшовши на заміну на 83-й хвилині. Кевін забив гол у ворота «Далькурда» менше, ніж за хвилину після своєї появи на полі.
У січні 2021 року Кевін Якоб підписав дворічний контракт з іншим клубом з міста Гетеборг — «ІФК Гетеборг».

### Збірна
У 2018 році Кевін Якоб брав участь у матчах відбору до Євро-2019 у складі юнацької збірної Швеції (U-19). У команді Якоб провів 9 матчів, забивши гол у ворота турецьких однолітків.